# Apalis de Moreau
L'apalis de Moreau (Apalis argentea) és una espècie d'ocell passeriforme que pertany a la família Cisticolidae endèmica de la regió dels Grans Llacs d'Àfrica. Anteriorment es considerava una subespècie l'apalis gorgirrufo (Apalis rufogularis).

## Distribució i hàbitat
Es troba únicament als boscos tropicals de les muntanyes que envolten el llac Tanganyika. Està amenaçat per la pèrdua d'hàbitat.